# Елливаре (коммуна)
Е́лливаре — коммуна на севере Швеции, в лене Норрботтен. Центр —одноимённый город. Третья по площади коммуна в стране (16 951 км²). Население — 18 484 чел, плотность населения составляет 1.1 чел/км².
На территории коммуны частично расположены национальные парки Муддус и Стура-Шёфаллет, которые наряду с парками Сарек и Падьеланта, а также природными резерватами Сьяунья и Стубба, Сарек входит в список всемирного наследия ЮНЕСКО с 1996 года как часть Лапонии.
Имеется аэропорт. Экономика коммуны основана на туризме и добыче железной руды в посёлке Мальмбергет.

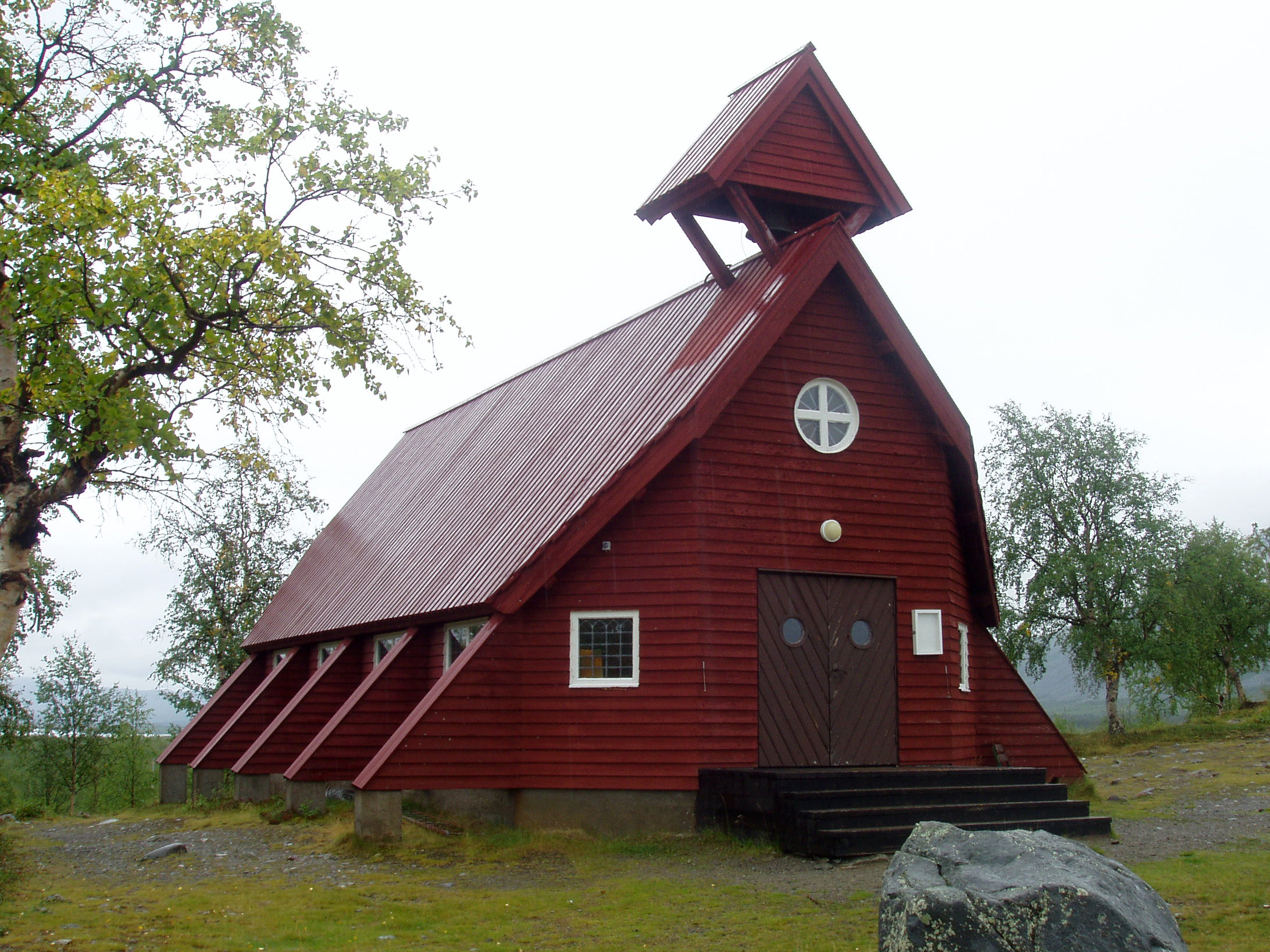
Часовня в деревне Никкалуокта

## Население
Значительная часть населения коммуны исторически говорят на саамском, финском и меянкиели. Местный диалект финского языка носит название елливарский финский (швед. gällivarefinska). Саамский, финский и меянкиели имеют в этой коммуне официальный статус и являются языками меньшинств.

### Изменение численности населения коммуны
- 1970 г. — 25 413 чел.
- 1980 г. — 24 711 чел.
- 1990 г. — 22 421 чел.
- 2000 г. — 20 037 чел.
- 2008 г. — 18 703 чел.
- 2010 г. — 18 484 чел.

## Населённые пункты
| # | Locality      | Population |
| - | ------------- | ---------- |
| 1 | Елливаре      | 8480       |
| 2 | Мальмбергет   | 6017       |
| 3 | Коскульскулле | 899        |
| 4 | Хаккас        | 383        |
| 5 | Уллатти       | 230        |
| 6 | Tjautjas      | 216        |

## Города побратимы
у коммуны 4 города-побратима:
- Тюсфьорд, Норвегия
- Киттиля, Финляндия
- Кировск, Россия
- Барга, Италия